# 小行星1639
小行星1639（1639 Bower）是一颗围绕太阳公转的小行星。1951年9月12日，西維恩·阿蘭德在于克勒发现了此天体。
該小行星以美國天文學家歐內斯特·克萊爾·鮑爾（Ernest Clare Bower）命名。
这颗小行星的绝对星等为106.70639等。